# Conotylinae
Conotylinae – podrodzina dwuparców z rzędu Chordeumatida i rodziny Conotylidae.
Dorosłe formy tych dwuparców mają tułów złożony z 30 pierścieni, z których pierwszy (collum) nie nakrywa głowy. Ich gnatochilarium cechuje niepodzielona bródka. Samce mają przednią parę gonopodów niespłaszczoną i pozbawioną bocznych wyrostków sternalnych. Mogą one być proste lub mieś odgałęzienia i wyrostki, być wzniesione lub obejmować gonopody tylne. Tylna para gonopodów ma dwuczłonowe telopodity oraz proste lub zaopatrzone w odgałęzienia kolpokoksyty.
Zalicza się tu 4 rodzaje:
- Bollmanella Chamberlin, 1941
- Brunsonia Loomis & Schmitt, 1971
- Conotyla Cook & Collins, 1895
- Taiyutyla Chamberlin, 1952